# World of Wonders Futbol Merkezi
World of Wonders Futbol Merkezi – kompleks piłkarski w pobliżu Antalyi, w Turcji. W skład kompleksu wchodzi 7 boisk piłkarskich. Główny stadion, zwany Topkapı Stadyumu, posiada trybunę mogącą pomieścić 550 widzów. Kompleks gościł część spotkań Mistrzostw Europy U-17 2008 (sześć meczów fazy grupowej) oraz Mistrzostw Europy U-19 kobiet 2012 (trzy spotkania fazy grupowej i jeden półfinał). Na obiekcie odbywały się również mecze towarzyskie piłkarskich reprezentacji narodowych.